# Nannacara
Nannacara is een geslacht van straalvinnige vissen uit de familie van de cichliden (Cichlidae).

## Soorten
- Nannacara adoketa Kullander & Preda-Pedreros, 1993
- Nannacara anomala Regan, 1905
- Nannacara aureocephalus Allgayer, 1983
- Nannacara bimaculata Eigenmann, 1912
- Nannacara quadrispinae Staeck & Schindler, 2004
- Nannacara taenia Regan, 1912